# Riu Veo
El riu Sec de Betxí és un corrent d'aigua intermitent i estacional que naix a la serra d'Espadà, a 849 m d'altitud, i que rep diversos noms al llarg del seu recorregut: riu de Veo fins a Tales; des d'aquest punt i fins al terme de Betxí s'anomena riu Sonella. Al tram final, des de Les Alqueries fins a la desembocadura a Borriana, rep el nom de riu Anna.
El riu de Veo es forma en el vessant nord de la serra d'Espadà (als peus dels pics d'Espadà i la Ràpita) per la unió de diferents barrancs, principalment el de Xinquer.
Baixa en direcció E cap a la Plana, i en el seu descens passa per l'Alcúdia de Veo, Veo i Benitandús, on hi ha l'embassament d'Onda o, també conegut com a pantà de Benitandús, construït el 1953, per regar el terme d'Onda, amb el qual comunica a través d'un canal que deriva en diverses séquies. L'embassament, a 306 m d'altitud, té una capacitat d'un hm³ i una superfície de 0,1 ha. La presa té una alçada de 38 m i la longitud de coronació és de 119 m.
Després passa per Tales, on rep les aportacions del barranc de Castro (que ve de Suera), Artesa i Onda, població que travessa per la banda sud. En arribar al terme de Betxí topa amb la rambla d'Artana, que ve d'Aín, Eslida i Artana. En aquest punt, entra ja de ple a la Plana (Plana Baixa), que la travessa al llarg de 18 km, on només porta aigua en període de pluges. Passa pels termes de Betxí, les Alqueries (al sud) i Vila-real (al nord), i finalment, Borriana.